# Natalia Kuikka
Natalia Kuikka (Kemi, 1º dicembre 1995) è una calciatrice finlandese, difensore del Chicago Stars e della nazionale finlandese.

## Palmarès

### Club
- Campionato svedese: 1

Kopparbergs/Göteborg: 2020
- National Women's Soccer League: 1

Portland Thorns: 2022
- Coppa di Svezia: 1

Kopparbergs/Göteborg: 2018-2019
- NWSL Challenge Cup: 1

Portland Thorns: 2021